# 海鳥

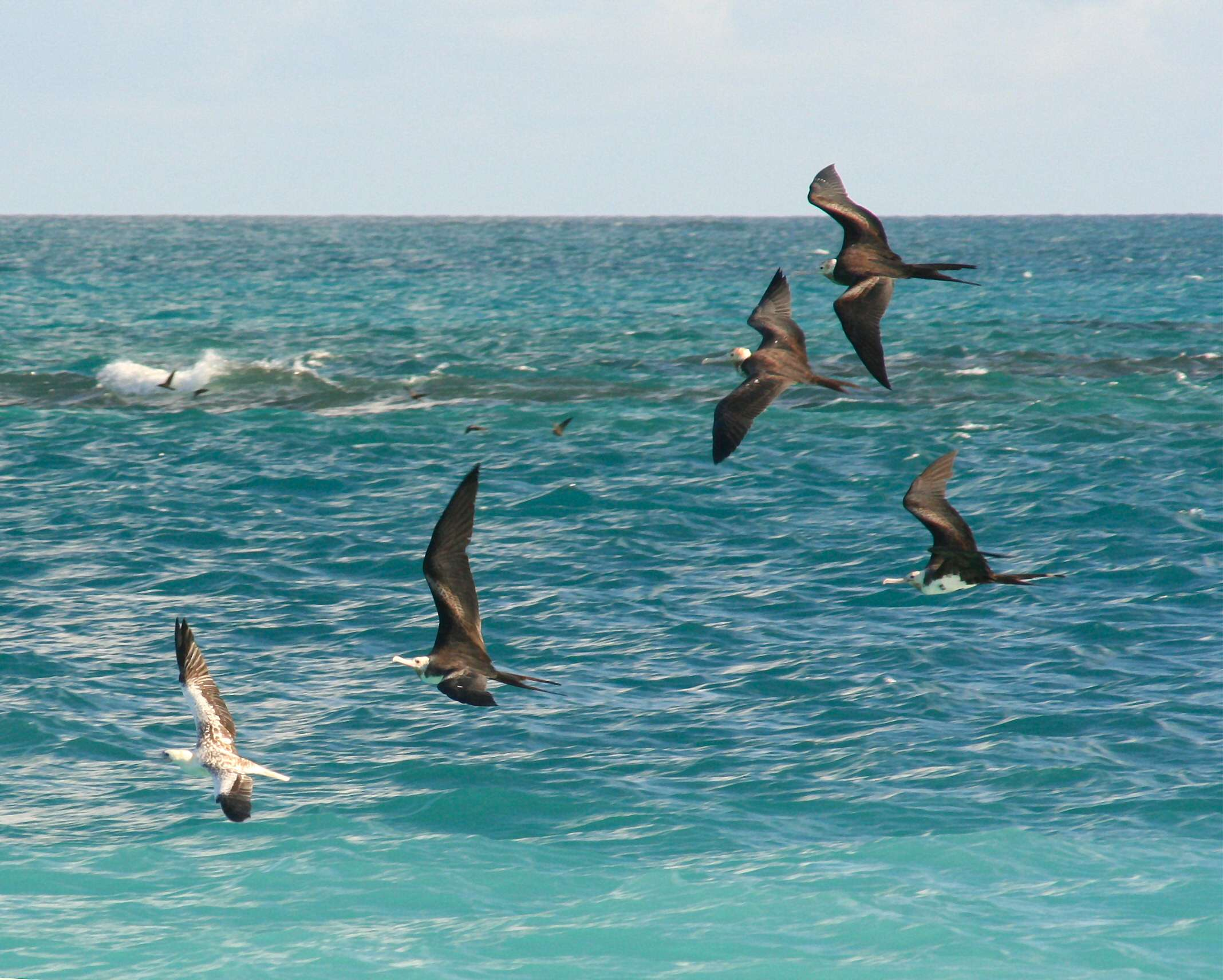
海面付近を飛翔するアカアシカツオドリとそれを追うオオグンカンドリの群れ

海鳥（うみどり、かいちょう）は、海洋に生息する鳥の総称。
沿岸部に棲息する鳥は水鳥に含める。
大洋を飛び回るアホウドリ、カツオドリ、ネッタイチョウなどが代表。
繁殖時には陸に巣を作る。いくつかの種は、孤島で集団繁殖をする。その場合、大量の糞が集積することがあり、グアノと呼ばれる。